# Siergiej Komielkow
Siergiej Komielkow (ros. Сергей Комельков) – radziecki kolarz torowy, brązowy medalista mistrzostw świata.

## Kariera
Największy sukces w karierze Siergiej Komielkow osiągnął w 1975 roku, kiedy wspólnie z Anatolijem Jabłunowskim zdobył brązowy medal w wyścigu tandemów na mistrzostwach świata w Liège. W zawodach tych reprezentantów ZSRR wyprzedzili jedynie: Polacy Benedykt Kocot i Janusz Kotliński oraz Vladimír Vačkář i Miroslav Vymazal z Czechosłowacji. Był to jedyny medal wywalczony przez Komielkowa na międzynarodowej imprezie tej rangi. Nigdy nie startował na igrzyskach olimpijskich. 